# Eissa Meer
Nour Eissa Meer Abdulrahman (arabe : نور عيسى مير عبد الرحمن), né le 16 juillet 1967 à l'époque dans les États de la Trêve et aujourd'hui aux Émirats arabes unis, est un footballeur international émirien qui évoluait au poste de défenseur.
Son frère jumeau, Ibrahim, était également footballeur.

## Biographie

### Carrière en sélection
Eissa Meer dispute un match lors des éliminatoires du mondial 1990, et trois lors des éliminatoires du mondial 1994.
Il participe avec l'équipe des Émirats arabes unis, à la Coupe du monde de 1990. Lors du mondial organisé en Italie, il joue trois matchs : contre la Colombie, l'Allemagne, et la Yougoslavie.
Il participe également à deux Coupes d'Asie des nations, en 1988 et 1992.